# Estêvão (mártir)
Estêvão (em grego: Στέφανος, romaniz.:  Stéphanos) é o primeiro mártir do cristianismo, sendo considerado santo por algumas das denominações cristãs (católica, ortodoxa e a anglicana). É celebrado em 26 de Dezembro no Ocidente e em 27 de Dezembro no Oriente por tais denominações. Ele também está listado entre os Setenta Discípulos.

## Etimologia
O seu nome vem do grego Στέφανος (Stéphanos), o qual se traduz para aramaico como Kelil, significando coroa — e Estêvão é, de resto, representado com a coroa de martírio da cristandade, recordando assim o facto de se tratar do primeiro cristão a morrer pela sua fé — o protomártir.

## O relato bíblico
A história de Estêvão aparece em Atos 6 e Atos 7, livros do Novo Testamento da Bíblia cristã.  Consta que houve resmungos da parte dos "judeus que falavam grego" ("hellēnistōn") contra os "judeus que falavam hebraico" ("hebraious") porque suas viúvas estavam sendo preteridas na distribuição (diakoniāi) diária de alimentos (Atos 6:1). Os apóstolos convocaram então os discípulos e propuseram que fosse formada uma comissão de "sete homens acreditados (martyroumenous), cheios de espírito e de sabedoria" (Atos 6:3), que se incumbiriam da distribuição. Estêvão, "homem cheio de fé e Espírito Santo" (Atos 6:5), estava entre esses, todos usando nomes gregos, que foram postos diante dos apóstolos e, após terem orado, receberam a imposição das mãos.
O nome grego de Estêvão parece indicar que fosse judeu "helenizado". Entretanto, outros pesquisadores afirmam que esse foi apenas seu nome cristão, escolhido por ele mesmo após ter seu primeiro contato com Simão Pedro em Jerusalém. Por 'homem acreditado' entende-se que a comunidade cristã ("toda a multidão") dava bom testemunho (martyria) dele.
O serviço do alimento parecia não obstar ao "serviço da palavra" (diakoniāi toū logou), uma vez que diversos homens afluíam a Estêvão para discutir com ele, mas não podiam fazer frente "à sabedoria e ao espírito com que falava" (Atos 6:9–10). Também contribuiu para sua fama o fato de ele, "cheio de graça e de poder", realizar "grandes portentos e sinais entre o povo" (Atos 6:8).

## Vida e obras
Segundo o Atos dos Apóstolos, Estêvão foi um dos sete primeiros diáconos da igreja nascente, logo após a morte e Ressurreição de Jesus, pregando os ensinamentos de Cristo e convertendo tanto judeus como gentios. Segundo Étienne Trocmé, Estevão pertencia a um grupo de cristãos que pregavam uma mensagem mais radical, um grupo que ficou conhecido como os helenistas, já que os seus membros tinham nomes gregos e eram educados na cultura grega e que se separou do grupo dos doze apóstolos. Também eram conhecidos como o "grupo dos sete". Foi detido pelas autoridades judaicas, levado diante do Sinédrio (a suprema assembleia de Jerusalém), onde foi condenado por blasfémia, sendo sentenciado a ser apedrejado (Atos 8). Entre os presentes na execução, estaria Saulo, o futuro Paulo, ainda durante os seus dias de perseguidor de cristãos.
Muitos padres da Igreja, como Agostinho, atribuem a conversão de Saulo às orações de Santo Estêvão. Citando Agostinho: Si Stephanus non orasset, ecclesia Paulum non haberet.
Durante os primeiros séculos do cristianismo, o túmulo de Estêvão achou-se perdido, até que em 415 (talvez pela crescente pressão dos peregrinos que se deslocavam à Terra Santa), um certo padre, de nome Luciano, terá dito ter tido uma revelação onírica de onde se encontrava a tumba do mártir, algures na povoação de Caphar Gamala, a alguns quilómetros a norte de Jerusalém.
Gregório de Tours afirmou mais tarde que, por intercessão de Santo Estêvão, um oratório cristão a ele dedicado, na cidade de Metz, onde se guardavam relíquias do santo, havia sido o único local da cidade a escapar do incêndio provocado pelos hunos no dia da Páscoa de 451.
O culto de Estêvão encontra-se associado à festa dos rapazes nas aldeias de Trás-os-Montes, integradas no ciclo de festividades do solstício do inverno, de 24 de dezembro a 6 de janeiro, as quais, no passado pagão, terão sido dedicadas ao culto do Sol, num ritual em que intervêm os caretos, as máscaras tradicionais do extremo nordeste de Portugal.
Estêvão goza de grande popularidade em países europeus, como Espanha, França, Itália e Portugal. No Brasil, existem, além de diversas capelas ou casas de formação, sete paróquias dedicadas a Santo Estêvão. Entre os espíritas, o livro Paulo e Estêvão, psicografado por Francisco Cândido Xavier e atribuído ao espírito Emmanuel, sendo considerado pela Federação Espírita Brasileira um dos dez maiores livros espíritas do século XX, narra passagens da vida de Santo Estêvão.